# 1534 Nasi
1534 Nasi је астероид главног астероидног појаса са пречником од приближно 22,12 .
Афел астероида је на удаљености од 3,415 астрономских јединица (АЈ) од Сунца, а перихел на 2,046 АЈ.
Ексцентрицитет орбите износи 0,250, инклинација (нагиб) орбите у односу на раван еклиптике 9,787 степени, а орбитални период износи 1648,542 дана (4,513 године).
Апсолутна магнитуда астероида је 11,70 а геометријски албедо 0,075.
Астероид је откривен 20. јануара 1939. године.